# Mia Martini (VHS)
Mia Martini è una VHS pubblicata nel 1992, contenente il concerto tenuto da Mia Martini nel 1982 per la RTSI (Televisione Svizzera).

## Brani
- Nanneò
- E ancora canto
- Ti regalo un sorriso
- Sono tornata
- Danza
- Stai con me
- Inno
- Piccolo uomo
- Amanti
- Valsinha
- Minuetto
- Vola
- Sun song (strumentale)
- E non finisce mica il cielo
- La costruzione di un amore
- Almeno tu nell'universo